# (2777) Shukshin
(2777) Shukshin es un asteroide que forma parte del cinturón de asteroides y fue descubierto por Nikolái Stepánovich Chernyj el 24 de septiembre de 1979 desde el Observatorio Astrofísico de Crimea, en Naúchni.

## Designación y nombre
Shukshin fue designado al principio como 1979 SY11.
Más adelante, en 1984, se nombró en honor del escritor y actor soviético Vasili Shukshín (1929-1974).

## Características orbitales
Shukshin está situado a una distancia media de 2,37 ua del Sol, pudiendo alejarse hasta 2,585 ua y acercarse hasta 2,156 ua. Tiene una excentricidad de 0,09061 y una inclinación orbital de 4,909 grados. Emplea 1333 días en completar una órbita alrededor del Sol.

## Características físicas
La magnitud absoluta de Shukshin es 12,9.